# زندگی ادل
زندگی آدِل (به فرانسوی: La vie d'Adèle) فیلم درام رمانتیک فرانسوی به کارگردانی، نویسندگی و تهیه‌کنندگی عبداللطیف کشیش است. این فیلم با عنوان انگلیسی آبی گرم‌ترین رنگ است (به انگلیسی: Blue Is the Warmest Colour) در شصت و ششمین جشنواره فیلم کن برندهٔ نخل طلا شد.
در مراسم اهدای نخل طلا به این فیلم، از بازی آدل اگزارکوپولوس، ایفاگر نقش «ادل» نیز ستایش شد. استیون اسپیلبرگ، رئیس هیئت داوران در این مراسم گفت که بنا بر تصمیم اعضای هیئت داوران، نخل طلا علاوه بر کارگردان، استثنائاً به دو هنرپیشهٔ زن این فیلم، یعنی ادل اگزارکوپولوس و لئا سیدو نیز اهدا می‌شود.

## داستان
این فیلم روایتگر عشق میان دو زن همجنسگرا است که در قالب تصاویری بی‌پرده و صریح نشان داده می‌شود. فیلم، دختر جوانی به نام «ادل» (با بازی ادل اگزارکوپولوس) را به تصویر می‌کشد که اگرچه در ظاهر از نظر جنسی به مردان تمایل دارد، اما پس از آشنایی با دختری به نام «اما» (با بازی لئا سدو) به او دل می‌بازد. «زندگی ادل» روایتگر این دلدادگی و چگونگی به وجود آمدن فاصله تدریجی میان این دو دختر است.

## درون‌مایه‌ها و تفسیر
فیلم مباحثات زیادی بر سر درون‌مایه‌های گوناگون موجود در خود برانگیخته‌است. یکی از عناصر موضوعی مورد تأکید که منتقدین و مخاطبین به آن پرداخته‌اند، طبقه کارگر و طلب آزادی و عشق میان دو کاراکتر اصلی، اَدل و اِما است.
اشاره به طبقه اجتماعی بین دو صحنه میز شام کنارهم‌گذاری شده؛ خانواده محافظه‌کار طبقه متوسط اَدل دربارهٔ موضوعات پیش‌پاافتاده حرف می‌زنند، در مقایسه با خانواده روشنفکرتر و از طبقهٔ اجتماعیِ بالاتر اِما که صحبت‌هایشان بیشتر حول محور مسائل اگزیستانسیال می‌گردد؛ هنر، حرفه شغلی، زندگی و عشق و آرزو. شاید یکی از مهم‌ترین تفاوت‌های بین دو خانواده این است که خانواده اِما از رابطه همجنس‌خواهانه آن دو آگاه است در حالی که خانواده محافظه‌کار اَدل تصور می‌کند آن‌ها فقط با هم دوست‌اند. برخی منتقدین گفته‌اند که مسئله طبقه اجتماعی در فیلم‌های کشیش درون‌مایه‌ای‌ست تکرارشونده؛ یکی از منتقدین فیلم کامنت اظهار کرده: «در اثر اخیر کشیش، طبقه اجتماعی و شکافی که ایجاد می‌کند رشته‌ای حیاتی است که داستان حول آن تنیده می‌شود، او حتی اسم قهرمان پرشروشور قصه (رمان مصور آبی گرم‌ترین رنگ است) را از کلمانتین به اسم بازیگر فیلم تغییر داد، تا حدودی به این خاطر که این واژه در عربی به معنی «عدالت» است. علاقه و آشنایی او با دنیای آموزش، که در اینجا در قالب احترام و علاقه تأثیر برانگیزی که اَدل برای آموزگاری قائل است نشان داده شده، یک مشخصه درخور توجه دیگر است.»
یکی از مفسرین به فاصله سیاسی آدل، که همچنان که تجربیات زندگی‌اش تغییر می‌کنند تحول می‌یابد و دیدگاه‌های دگرگون‌شونده‌اش را بازتاب می‌دهد، اشاره می‌کند: «آبی گرم‌ترین رنگ است چیز جدیدی ندارد، دست‌کم در نگاه اول. اَدل که با چهره‌های سیاه‌پوست و عرب قاب گرفته شده، در تظاهراتی اعتراضی که خواهان اختصاص کمک‌هزینه تحصیلی به شیوه‌ای بهتر است شرکت کرده. موسیقی که پخش می‌شود، ترانه "On lâche rien" («ما هرگز تسلیم نمی‌شویم») است متعلق به کدور حدادی الجزایری‌الاصل که ترانه رسمی حزب کمونیست فرانسه است. با این همه، به محض این که اَدل رابطه‌اش با اِما را آغاز می‌کند، او را دوباره در حال تظاهرات با معشوقه‌اش در رژه همجنسگرایان می‌بینیم.
آبی گرم‌ترین رنگ است همچنین مملو از سمبولیسم بصری است. رنگ آبی همه جا در فیلم به کاربرده‌شده - از نورپردازی کلوب همجنسگراها که اَدل به آن سر می‌زند، تا پیراهنی که در صحنه آخر بر تن دارد و مهم‌تر از همه موها و چشمان اِما. برای اَدل، آبی پیام‌آور کنجکاوی، شور، عشق و نهایتاً اندوه است. اَدل همچنین بارها به پابلو پیکاسو اشاره می‌کند که یک دوره آبی حزن‌آلود را از سر گذراند. همچنان که اِما از رابطه عاطفی‌اش با اَدل خارج می‌شود و شور عشق رو به افول می‌گذارد رنگ آبی موهایش را از بین می‌برد و مدل موی طبیعی‌تر و محافظه‌کارانه‌تری را برمی‌گزیند. در فیلم همچنین به‌وفور تصویر غذا وجود دارد، از اسپاگتی معمول تا تجربه اول اَدل هنگام خوردن صدف. روابط نیز، چه دگرجنس‌گرایی و چه همجنسگرایانه، یکی از قوه‌های محرکه فیلم هستند، از اولین رابطه عاطفی محکوم به شکست اَدل با توما تا رابطه‌اش با همکار مردش تا عشق و حرمان‌اش با اِما. اَدل به طرز آشکاری به عنوان یک لزبین به تصویر کشیده نشده، او برخوردهای بسیاری با آدم‌هایی از دو جنس دارد، 

## جوایز و افتخارات
برخی از جوایز و افتخارات فیلم
- ۷۱مین مراسم گلدن گلوب - جایزه گلدن گلوب
  - نامزد بهترین فیلم غیر انگلیسی‌زبان (فرانسه)
- بفتا ۲۰۱۴ - جوایز فیلم بفتا
  - نامزد بهترین فیلم غیر انگلیسی‌زبان (فرانسه) (در جریان)
- ۲۶مین جوایز فیلم اروپا - جوایز فیلم اروپا
  - نامزد بهترین فیلم
  - نامزد بهترین کارگردان به عبداللطیف کشیش
- جشنواره فیلم کن ۲۰۱۳ - جشنواره کنبازیگران فیلم، لئا سدو، جرمی لاهرت و ادل اگزارکوپولوس در کن ۲۰۱۳

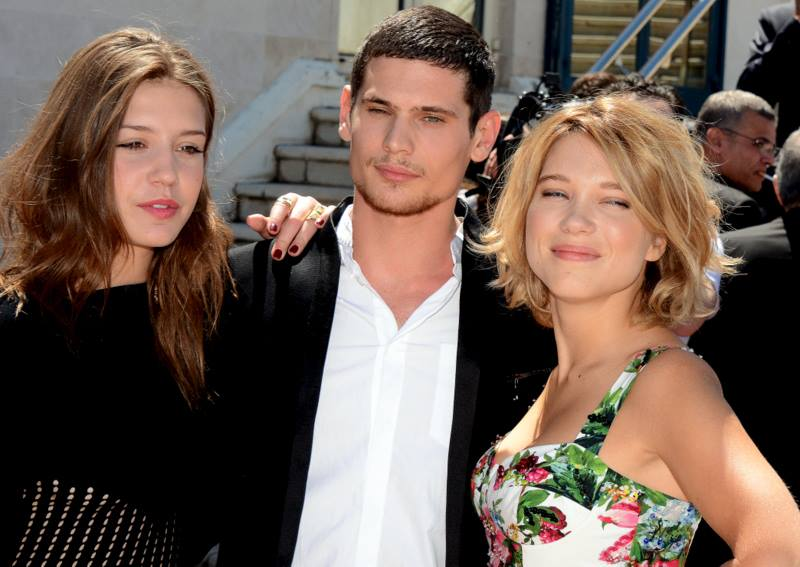
بازیگران فیلم، لئا سدو، جرمی لاهرت و ادل اگزارکوپولوس در کن ۲۰۱۳

  - نخل طلا به عبداللطیف کشیش، ادل اگزارکوپولوس و لئا سدو
  - جایزه فدراسیون بین‌المللی منتقدان فیلم به عبداللطیف کشیش
- ۲۸امین جوایز گویا - جایزه گویا
  - نامزد بهترین فیلم اروپا (فرانسه) در جریان
- انجمن ملی جوایز نقد و بررسی ۲۰۱۳ - هیئت ملی بازبینی فیلم
  - بهترین بازیگر زن به ادل اگزارکوپولوس
- ۱۸مین جوایز ستلایت - جایزه ستلایت
  - نامزد بهترین بازیگر زن به ادل اگزارکوپولوس (در جریان)
  - نامزد بهترین بازیگر مکمل زن به لئا سدو (در جریان)
  - نامزد بهترین فیلم خارجی (فرانسه) (در جریان)

## انتقادات و شکایت‌ها پیرامون فیلم
بعد از گرفتن جایزه نخل طلا توسط کِشیش انتقادات و شکایت‌های این دو بازیگر از نحوه فیلم‌سازی ظالمانه کشیش و شرایط سخت کاری سر صحنه که برای مدت شش ماه ادامه داشته آغاز شد. (نمای جنسی اول فیلم به تنهایی ۱۰ روز کار برده‌است) سدو که نسبت به اگزارکوپولوس جوان تجربه بیش‌تری در بازیگری دارد تجربه کار با کِشیش را ناگوار توصیف کرده و اعتراف کرده گاهی اوقات کشیش طوری برخورد می‌کرده که گویی او یک فاحشه است.
این فیلم به دلیل وجود صحنه‌های جنسی آشکار از "MPAA/سیستم درجه بندی فیلم‌ها توسط انجمن تصاویر متحرک آمریکا درجه‌بندی سنی NC-17 (درجه‌بندی سنی ممنوع شده برای ۱۷ سال و زیر ۱۷ سال یا No One 17 And Under Admitted، افراد ۱۷ سال و زیر ۱۷ سال به‌هیچ‌وجه مجاز به تماشای این فیلم‌ها نیستند. البته این اولین بار در تاریخ سینما نیست که چنین سروصداهایی حول یک فیلم به گوش می‌رسد، خصوصاً وقتی پای بازیگر زن و کارگردان مرد در میان باشد.